# Idea Volley Sassuolo

L'Idea Volley Sassuolo è una società pallavolistica femminile italiana con sede a Sassuolo: milita nel campionato di Serie B1.

## Storia
Il club nasce nel 1976, quando viene aperta la sezione femminile della Associazione Sportiva Bra-Vo, acronimo di Braida Volley.
Nel 2005 la società si fonde con l'associazione Arca di Noè, con la quale collaborava già da qualche anno, e muta il nome in Idea Volley Sassuolo.
Nel 2022 acquisisce il titolo sportivo di Serie A2 dalla Academy Sassuolo, società nata nel 2017 da un accordo tra la Idea Volley e la San Francesco Volley, anch'essa di Sassuolo.
Nella stagione 2022-23 debutta nella serie cadetta ottenendo l'accesso alla pool promozione e la prima partecipazione alla Coppa Italia di categoria: al termine della stagione rinuncia tuttavia all'iscrizione alla Serie A2 e per l'annata successiva viene ripescata in Serie B1.
Al termine della stagione, il titolo sportivo e il controllo della società passano alla neonata BSC Volley, organizzata dall'azienda BSC Materials che era già sponsor della squadra..

## Rosa 2022-2023
| N° | Nome                | Ruolo | Data di nascita  | Nazionalità sportiva |
| -- | ------------------- | ----- | ---------------- | -------------------- |
| 1  | Valentina Pomili    | S     | 21 ottobre 1994  | Italia               |
| 2  | Federica Pelloni    | L     | 26 dicembre 2002 | Italia               |
| 5  | Alessia Masciullo   | P     | 11 novembre 2004 | Italia               |
| 6  | Karola Dhimitriadhi | S     | 8 maggio 1996    | Italia               |
| 7  | Arianna Vittorini   | S     | 5 settembre 2002 | Italia               |
| 8  | Chiara Scacchetti   | P     | 10 dicembre 1995 | Italia               |
| 9  | Martina Bondavalli  | L     | 20 gennaio 2004  | Italia               |
| 10 | Linda Manfredini    | C     | 14 maggio 2006   | Italia               |
| 11 | Vittoria Fornari    | C     | 25 gennaio 2002  | Italia               |
| 12 | Federica Busolini   | C     | 22 luglio 1999   | Italia               |
| 13 | Aurora Pistolesi    | S     | 3 giugno 1999    | Italia               |
| 14 | Paola Martínez      | O     | 5 luglio 1998    | Spagna               |
| 16 | Giada Civitico      | C     | 5 dicembre 2000  | Italia               |